# Bathyzetes virago
Bathyzetes virago là một loài nhện biển trong họ Ascorhynchidae. Loài này thuộc chi Bathyzetes. Bathyzetes virago được miêu tả khoa học năm 1908 bởi Loman.